# Il sogno del maratoneta (romanzo)
Il sogno del maratoneta è un romanzo del 2008 dell'autore italiano Giuseppe Pederiali.
Dal libro è stata tratta la miniserie omonima in due puntate, andata in onda su Rai 1 i giorni 18 e 19 marzo 2012.

## Trama
A Carpi agli inizi del Novecento il ragazzo Dorando Pietri, figlio di un fruttivendolo, lavora come garzone in una pasticceria. Dovendo imbucare una lettera urgente per il padrone, e avendo appreso che quel giorno la posta non sarebbe partita per ferrovia, la recapita a mano a Reggio Emilia, coprendo la distanza di corsa. Il padrone, che è anche tesoriere della Società Ginnastica La Patria, ne rimane strabiliato, e ancor di più quando, durante una corsa podistica, il ragazzo si affianca al corridore Pericle Pagliani, con la sporta delle consegne, solo per chiedergli qualche informazione. Lo sprona così a dedicarsi seriamente alla corsa a piedi, con un regolare programma di allenamento. Dorando, che vince la Tremila metri di Bologna sconfiggendo lo stesso Pagliani, è per un certo tempo indeciso se correre a piedi o in bicicletta, ma un incidente occorsogli durante una gara ciclistica lo fa decidere per il podismo. Nel frattempo corteggia Teresa, una giovane che lavora in una fabbrica di cappelli della sua città.
Dorando corre la maratona di Parigi e la vince; partecipa poi ai Giochi olimpici intermedi del 1906 con una licenza dal servizio militare ma deve ritirarsi per problemi intestinali.
Nel 1908 si svolgono le Olimpiadi di Londra. Dorando, che approfitta del viaggio per rivedere il fratello Ulpiano emigrato in Inghilterra, partecipa alla maratona, che parte da Windsor, assieme all'altro italiano Umberto Blasi. Il piccolo carpigiano rimonta uno alla volta tutti i favoriti: il sudafricano Hefferon, il pellerossa canadese Longboat (costretto al ritiro per essersi sbronzato durante la gara) e l'americano Hayes. Tuttavia, pochi metri prima del traguardo al White City Stadium, Dorando è stravolto dalla fatica e non riesce più a reggersi in piedi; taglia la linea solo grazie al giudice di gara sir Arthur Conan Doyle che lo sorregge. Nella sua camera d'albergo apprende della squalifica che gli sottrae la medaglia d'oro. È comunque il vincitore morale della gara e riceve una coppa dalla regina Alessandra.
Tornato a Carpi con Ulpiano, che gli fa da manager, riceve un invito per una tournée di gare nell'America settentrionale. Sulla nave Kronprinzessin Cecilie, che lo porta a New York, Dorando fa la conoscenza di Luciana, una giovane già sua concittadina che viaggia in terza classe per emigrare negli Stati Uniti col padre. Nell'atleta nasce una certa simpatia per la ragazza, ma Ulpiano lo richiama al rapporto che lo lega a Teresa. Al momento dello sbarco i due si separano: i fratelli Pietri alloggiano all'Hotel Bartholdi, Teresa e suo padre sono inviati a Ellis Island.
Durante una cena con la comunità italoamericana, un certo signor Grieco, che gestisce un giro di scommesse, suggerisce di combinare con Hayes il risultato della sfida, che si terrà su un circuito della stessa lunghezza della maratona all'interno del Madison Square Garden, e delle successive rivincite, in modo da massimizzare gli introiti. Dorando però rifiuta questo comportamento antisportivo e, incontratosi con Hayes, lo trova del suo stesso parere. Vince così anche questa gara, ed è portato in trionfo; nemmeno Grieco sembra dispiaciuto più di tanto. In un'altra occasione conviviale incontra Joe Petrosino, che gli racconta di essere in procinto di tornare in Italia per indagare i rapporti tra mafia siciliana e americana. 
Al Madison Square Garden arriva anche Longboat per sfidare Dorando, e questa volta è l'indiano a uscirne vincitore. Dopo diverse altre gare, ormai in procinto di tornare in Italia, i fratelli Pietri leggono sul giornale dell'assassinio di Petrosino: la notizia scuote molto Dorando.
Accolto a Carpi da trionfatore, Dorando fa la domanda di matrimonio a Teresa, che acconsente; il fidanzamento ufficiale è breve perché il futuro sposo non desidera sottrarre tempo all'allenamento. Il presidente della Società Ginnastica La Patria Artuto Vignocchi, cogliendo l'occasione delle felicitazioni, lo invita a farsi visitare da un eminente medico di sua conoscenza, Augusto Murri, che ha espresso il desiderio di vedere da vicino il fisico di un atleta tanto vincente. 
Il professore trova a Dorando una malformazione congenita al cuore, peggiorata dagli intensi sforzi a cui è stato sottoposto, e lo esorta a ritirarsi immediatamente dalle competizioni, pena il rischio concreto di morte. L'atleta però non vuole rinunciare alla sua grande passione e principale fonte di reddito, così decide di continuare ancora per qualche anno.
Nel 1910 compie con Ulpiano un nuovo viaggio in America, durante il quale vince la maratona di San Francisco e riesce finalmente a battere Longboat. Nello stesso anno rifiuta la proposta di gareggiare a Milano con degli atleti italiani che non ritiene al suo livello e muore il padre Desiderio. La sua ultima gara si svolge a Göteborg in Svezia l'anno successivo; Dorando arriva secondo. Assieme al fratello Ulpiano investe i suoi risparmi nell'apertura di un albergo di lusso nel centro di Carpi, ma gli affari non vanno come sperato: i turisti in visita alla città, attirati anche dalle gesta di Dorando, preferiscono pernottare a Modena o a Bologna, e i viaggiatori di commercio sono diminuiti per la crisi dell'industria del cappello, minata dalla concorrenza giapponese a basso prezzo. L'ex atleta si vede costretto a cedere lo stabile per far fronte ai debiti e apre un'attività di autonoleggio con conducente.
Il 1922 vede l'ascesa del movimento fascista. A Dorando, che s'interessa poco di politica, viene assegnata una tessera onoraria del PNF. Assistendo ad una spedizione punitiva effettuata dai fascisti che hanno noleggiato una delle sue automobili, ne rimane disgustato e decide di trasferirsi con la sua attività sulla Riviera ligure, ufficialmente per sfruttare il richiamo turistico di quelle zone, ma in realtà per star fuori dalle beghe locali. Qui, nel 1938, accompagna un gruppo di turisti italoamericani tra i quali c'è anche Luciana, ora una ricca vedova.
Nel 1942, con la sua attività in crisi a causa della guerra, Dorando subisce un infarto che gli è fatale. Sei anni dopo, Lord Burghley, un nobile inglese appassionato di atletica, incontra un italiano che gestisce un bar a Birmingham e dichiara di essere Dorando Pietri. Per suo interessamento viene incaricato di fare lo starter alle imminenti Olimpiadi di Londra e sul Daily Express esce un articolo, che viene letto da due carpigiani emigrati a Londra: questi sanno che il vero Dorando è morto e fanno in modo di smascherare l'impostore, che si rivela essere il pistoiese Pietro Pallecchi, sosia e quasi coetaneo del vero corridore.

## Edizioni
- Giuseppe Pederiali, Il sogno del maratoneta, Milano, Garzanti, 2008, ISBN 978-88-11-68610-1.
- Giuseppe Pederiali, Il sogno del maratoneta, collana Elefanti bestseller, Milano, Garzanti, 2009, ISBN 978-88-11-68142-7.